# Все буде ОК!
«Все буде Ок!» — українська кінокомедія, знята взимку 2020 року в Буковелі. Режисером стрічки виступив Тарас Бенюк — директор Івано-Франківського «Нового театру». Сценарій — Соломія Ільницька, Володимир Єшкілєв, Тарас Бенюк, Михайло Пустовойт. Розробкою картини займалася Ukrainian West Film. Продюсери — Олег Головенський, Михайло Пустовойт, Володимир Швадчак.
Саундтрек до фільму написав гурт СКАЙ.
В український прокат фільм вийшов 28 січня 2021 року. Дистриб'ютором виступила компанія Ukrainian Film Distribution.

## Сюжет
В кінокомедії «Все буде Ок!» крім курйозних і драматичних ситуацій, в які потрапляють головні герої фільму: Ліза (Ірина Бенюк) та її ексцентрична мама (Ірма Вітовська), буде багато Карпат. Ліза, замість Польщі, куди вона їхала на заробіток, опиняється вранці в передноворічному гірськолижному курорті Буковель без грошей і речей. Гірськолижний курорт виступає місцем, де відбуваються несподіванки, курйози і новорічні чудеса. Головна героїня знаходить тут і кохання, і дружбу.

## Зйомки
Зйомки проводилися взимку 2020 року в Буковелі, завершилися у березні 2020 року.